# Пен Бо
Пен Бо (18 лютого 1981) — китайський стрибун у воду.
Олімпійський чемпіон 2004 року.
Переможець Азійських ігор 2002 року.
Переможець літньої Універсіади 2001, 2003, 2005, 2007 років.